# Букнари
Букнари (груз. ბუკნარი) — село в Чохатаурском муниципалитете Грузии.

## География
Село находится на левом берегу реки Супса, на расстоянии в 12 километрах от посёлка городского типа Чохатаури, административного центра муниципалитета, в 15 километрах от города Озургети. Абсолютная высота — 120 метров над уровнем моря.

## Население
| Год  | Население | Мужчины | Женщины |
| ---- | --------- | ------- | ------- |
| 1908 | 361       |         |         |
| 1911 | ↗1021     |         |         |
| 2002 | ↘776      | 392     | 384     |
| 2014 | ↘775      | 377     | 398     |